# Чаренцаван
Чаренцава́н (вірм. Չարենցավան) — місто, розташоване в центрі Вірменії, в марзі (області) Котайк.

## Історія
Був заснований 23 квітня 1947 як робітниче селище Лусаван при будівництві Гюмушської ГЕС (введена в дію в 1953). У 1961 отримав статус міста, в 1967 перейменовано на честь вірменського поета Єгіше Чаренца.

## Географія
Розташований на річці Раздан за 25 км на північ від Єревана. Через місто проходить автотраса М1, що з’єднує Єреван та Араратську долину з північними районами країни. Також через місто проходить залізниця, яка поєднує столицю із залізничним вузлом у Раздані.

## Економіка
Виробництво автонавантажувачів, інструментів, ковальсько-пресового, верстатного обладнання та ін. Розлив мінеральних вод.

## Спорт
У місті існувала футбольна команда «Зеніт», яка виступала у Першій лізі, але надалі була об’єднана з «Динамо-2000» (Єреван) у футбольний клуб «Уліссес» (Єреван).
У 2019 заснований футбольний клуб «Ван».